# Georg Tillmann

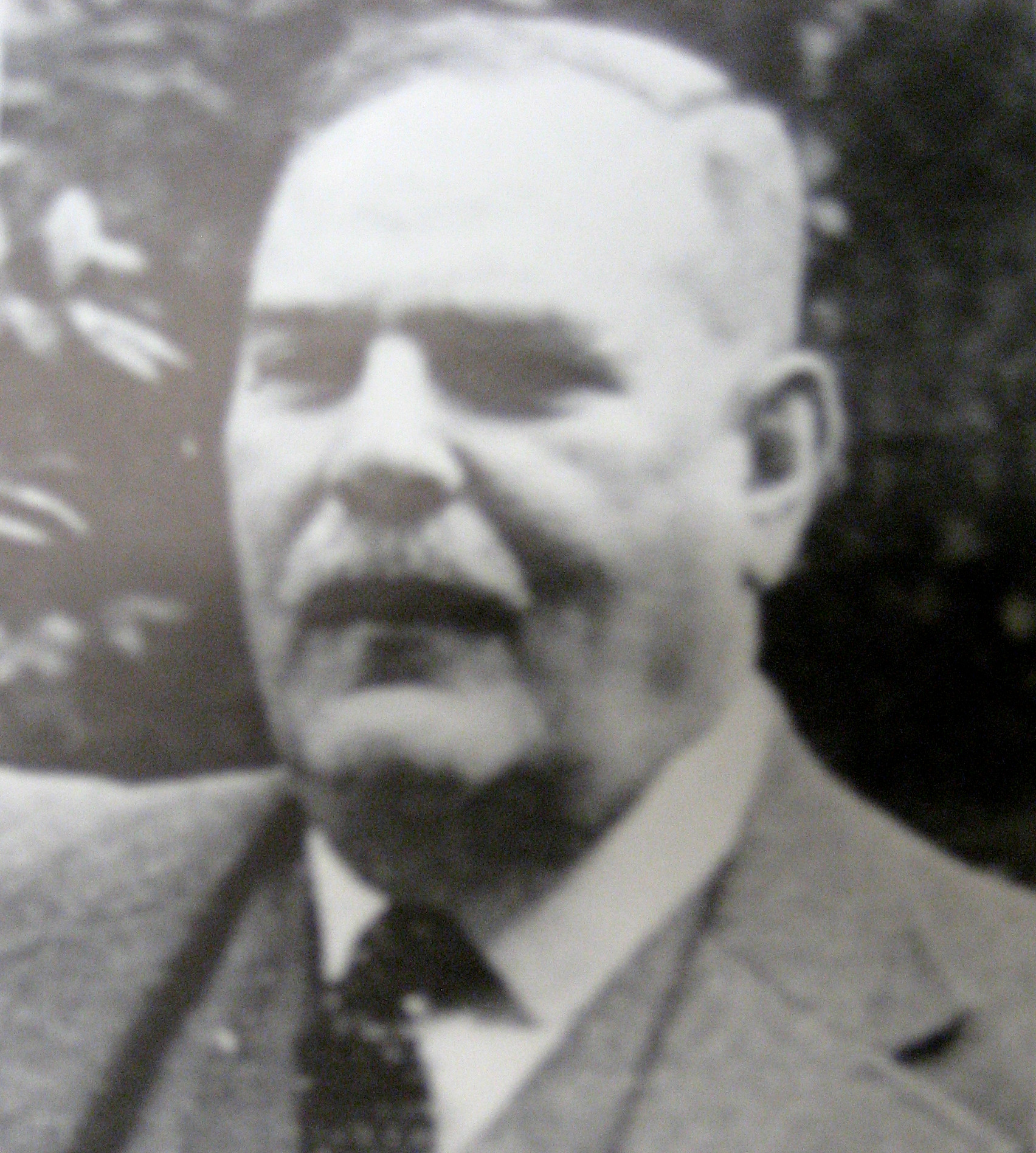
Georg Tillmann, 1940

Georg Tillmann (geboren am 1. Februar 1882 in Hamburg, Deutschland, gestorben am 1. November 1941 in New York (NY), USA) war ein Bankier, Sammler und Mäzen, der bis Ende der 1920er Jahre im Hamburger Wirtschafts- und Kulturleben aktiv war. Anschließend wirkte er noch eine Zeitlang in Amsterdam, bevor er in die USA ins Exil ging.

## Biographie

### Familie und Jugend
Georg Tillmann kam am 1. Februar 1882 als ältestes von drei Kindern des Bankiers Ludwig Tillmann (1851–1924), der Inhaber des Bankhauses Ludwig Tillmann war, und seiner Frau Rosa Tillmann, geb. Baer (1857–1912), in Hamburg zur Welt. Georg Tillmann wuchs im Hamburger Stadtteil Harvestehude auf und besuchte das Wilhelm-Gymnasium. Er erhielt Cellounterricht und erlebte zusammen mit seinen Eltern zahlreiche Konzerte und Opernaufführungen. Seine Mutter spielte Klavier und musizierte zu Hause mit weiteren Familienmitgliedern. Die Familie war Mitglied in der Jüdischen Gemeinde Hamburgs.

### Berufstätigkeit
Georg Tillmann machte im Jahr 1900 Abitur. Danach absolvierte er eine kaufmännische Ausbildung mit Stationen in mehreren Firmen sowie den Militärdienst beim Königlich Bayerischen 2. Infanterie-Regiment. Die Jahre 1904 bis 1908 verbrachte er in New York (NY), wo er Verwandte hatte und weitere Berufserfahrungen sammelte. Dort lernte er auch seine Frau Dorothy Wolf kennen. Das Paar heiratete 1911. Der gemeinsame Sohn wurde 1912 in Hamburg geboren. Im Jahr der Eheschließung wurde Tillmann Teilhaber des Bankgeschäfts Ludwig Tillmann. Neben ihm wurden 1912 die beiden ersten Angestellten seines Vaters, Gustav (Gustave) M. Altmann und Otto Straßburger, Teilhaber.

### Erster Weltkrieg
Den Ersten Weltkrieg verbrachte Tillmann als Leutnant im Reserve-Infanterie-Regiment Nr. 79 an der Westfront. In dieser Zeit lernte er den Hauptmann Emanuel Fehling, einen Rechtsanwalt aus Lübeck, kennen, der ebenfalls Cello spielte. Sie freundeten sich an und machten trotz der widrigen Umstände zusammen Musik. Nach einer schweren Verwundung wurde Tillmann in mehreren Divisionsstäben eingesetzt. In der Folge erhielt er das Eiserne Kreuz 1. und 2. Klasse sowie das Hanseatenkreuz.

### Wohltätiges Engagement
Nach dem Krieg nahm Tillmann seine Geschäfte im Bankhaus Ludwig Tillmann wieder. Daneben übernahm er Aufsichtsratsposten beim Zoologischen Garten und der Getreideheber-GmbH. Die Verhältnisse nach dem Krieg waren schwierig, insbesondere die Hyperinflation im Jahr 1923. Dennoch scheinen die Geschäfte des Bankhauses Ludwig Tillmann gut gegangen zu sein. Tillmann konnte daher verschiedenen karitativen, wissenschaftlichen und künstlerischen Interessen nachgehen. Er spendete für den Hamburgischen Landesverband für Gesundheitspflege, beteiligte sich an der Restaurierung der Bruckner-Orgel im österreichischen Stift St. Florian und unterstützte den Aufbau einer Abteilung der Jewish Agency in Deutschland. Zudem wurde er Schatzmeister der Gesellschaft deutscher Naturforscher und Ärzte sowie Mitglied im Präsidium und im Verwaltungsrat des Übersee-Clubs.

### Sammler von Porzellan und Kunst
Georg Tillmanns Mutter hatte eine Leidenschaft für das Sammeln und gab diese an ihren Sohn weiter. Er legte sich mit der Zeit eine Porzellan-Sammlung, die internationalen Ruf erlangen sollte. Darüber hinaus erwarb er Gemälde von Anita Rée (u. a. ein Porträt seiner Frau) und von Gustav Heinrich Wolff. Zwei Kaminfiguren von Wolff waren vermutlich für das Haus gedacht, das die Familie Tillmann Mitte der 1920er Jahre unter der Adresse Schöne Aussicht 29 bezog.

### Hamburgische Vereinigung von Freunden der Kammermusik
Nach dem Ende des Kriegs übersiedelte Tillmanns Freund Emanuel Fehling von Lübeck nach Hamburg. Bald entwickelten sie den Plan, dem Mangel an Kammermusikaufführungen im Hamburger Musikleben entgegenzuwirken. Es gab zwar gute Aufführungen Hamburger Musiker und Musikerinnen, und es kamen auch renommierte auswärtige Musiker nach Hamburg, doch fehlte insbesondere im Bereich des Streichquartetts eine Konzertreihe mit internationaler Ausrichtung. Fehling und Tillmann gründeten daher 1922, vermutlich unterstützt durch weitere Interessierte, darunter der Rechtsanwalt Walter Magnus und der Automobilhändler Hans-Rudolf Praesent, die Hamburgische Vereinigung von Freunden der Kammermusik.
Das Gründungskonzert der Vereinigung fand am 14. Sept. 1922 im Festsaal des Hotel Atlantic mit dem Busch-Quartett statt, das Werke von Ludwig van Beethoven und Max Reger spielte. In den folgenden zehn Saisons luden die Kammermusikfreunde die besten Streichquartette aus Deutschland (Bandler, Amar, Busch, Dresdner, Guarneri, Havemann, Klingler, Roth, Peter, Prisca, Wendling) und Österreich (Buxbaum, Kolisch und Rosé) ein, außerdem das Böhmische Streichquartett aus Prag, das Budapester Streichquartett und das Léner-Quartett aus Budapest, das Glasunoff-Quartett aus Moskau, das Pro Arte-Quartett aus Brüssel, das Capet-Quartett aus Paris und das Londoner Streichquartett aus London. Ergänzend wurden Abende mit anderen Besetzungen veranstaltet, u. a. mit dem Pianisten Conrad Hansen, der Bläservereinigung der Philharmonischen Gesellschaft, dem Kammerorchester von Edwin Fischer aus Berlin, dem Kammerorchester von Paul Grümmer aus Köln, dem Kölner Kammerorchester unter Leitung von Hermann Abendroth und der Société des Instruments Anciens aus Paris. Das Repertoire der Konzerte konzentrierte sich auf Werke der Klassik und der Romantik. Während Barockmusik nur eine Nebenrolle spielte, wurde daneben aber auch eine erheblich Anzahl von Werken des 20. Jahrhunderts in großer stilistischer Bandbreite gespielt. Die Kammermusikreihe war zunächst eine private Veranstaltung. Später übernahm die Konzertagentur Joh. Aug. Böhme die Einladung der Ensembles. Ab der Saison 1927/28 bewarb die Agentur die Konzerte regelmäßig in der Presse, die auf die Konzerte außerordentlich positiv reagierte.
Neben der Hamburgischen Vereinigung von Freunden der Kammermusik unterstützten Tillmann und Fehling weitere musikalische Projekte. Um 1922 lernten sie den Musikkritiker und Pianisten Hans Heinz Stuckenschmidt sowie den Musikwissenschaftler Josef Rufer kennen. Infolgedessen unterstützten sie und andere deren in der Saison 1923/24 in die Tat umgesetzte Pläne für einen Konzertzyklus „Neue Musik“. In Anlehnung an Arnold Schönbergs Verein für musikalische Privataufführungen, dessen Konzerte Vertretern der Presse nicht zugänglich waren, spielten vor allem Hamburger Musiker und Musikerinnen zeitgenössisches Repertoire. Wegen Finanzierungsschwierigkeiten infolge der Inflation musste die Konzertreihe schließlich abgebrochen werden. Im letzten Konzert dirigierte Arnold Schönberg seinen Pierrot lunaire.
Tillmann spielte neben der Berufstätigkeit und seinen vielfältigen mäzenatischen Tätigkeiten weiterhin Cello. Gelegentlich musizierte er sogar mit professionellen Musikern zusammen, darunter zwei professionelle Streichquartette, deren Namen freilich nicht überliefert sind. Darüber hinaus war er mit Richard Strauss und Albert Schweitzer bekannt.

### Übersiedlung nach Amsterdam
Die Inflation von 1923 scheint Tillmanns berufliche und mäzenatische Aktivitäten nicht grundsätzlich eingeschränkt zu haben. Anders sollte es sich mit der Weltwirtschaftskrise von 1929 und der darauf folgenden Bankenkrise verhalten. In weiser Voraussicht nahm Tillmann mit den beiden anderen Teilhabern des Bankgeschäfts Ludwig Tillmann eine Teilung und schließlich Auflösung der Firma vor. Anschließend arbeitete jeder auf eigene Rechnung weiter.
1931 nahm Tillmann Kontakt mit Amsterdam auf. Angesichts der wirtschaftlichen Entwicklung, der politischen Radikalisierung und insbesondere dem zunehmenden Antisemitismus in Deutschland zog er bald mit seinem Geschäft dorthin. 1932 gründete er zusammen mit anderen die Investmentgesellschaft N. V. Beleggings Maatschappij Ingela. Im selben Jahr folgte der private Umzug.
Im August 1933 gab Tillmann seine Mitgliedschaft in der Jüdischen Gemeinde Hamburgs auf, nachdem ihm die deutschen Behörden unter dem Titel „Reichsfluchtsteuer“ die Pfändung eines erheblichen Geldbetrags angedroht hatten. Die Aktivitäten der Hamburgischen Vereinigung von Freunden der Kammermusik endeten 1932. Ein Grund dafür war, dass Tillmann Hamburg verlassen hatte, ein anderer, dass Emanuel Fehling im selben Jahr überraschend verstarb.

### Sammler indonesischer Kunst
Tillmann erlernte in Amsterdam bald die niederländische Sprache, wurde Mitglied der orthodoxen Nederlands-Israëlietische Hoofdsynagoge und erwarb 1939 die niederländische Staatsbürgerschaft. Neben seiner Geschäftstätigkeit entwickelte er ein völlig neues Interesse. Von nun an sammelte er indonesische Kunst. Über die Jahre kamen dabei ca. 2.000 Figuren, Schwerter und Textilien zusammen. Mit Hilfe von Kontakten zum Amsterdamer Koloniaal Museum (heute Tropen Museum) betätigte er sich auch als Forscher und Restaurator der Sammlungsobjekte, die er in Ausstellungen in Amsterdam, Den Haag und Rotterdam öffentlich ausstellte. In den Jahren 1936 bis 1940 publizierte er im Maandblad voor Beeldende Kunsten und in Cultureel Indië zehn Artikel über seine Sammlung indonesischer Kunst.

### Flucht über Großbritannien und Portugal in die USA
Die politische Radikalisierung Deutschland hatte auch Folgen für Tillmanns Familie in Deutschland. Sein Sohn Wolf Georg Tillmann, der Medizin studierte, ging bereits im Frühjahr 1933 nach Großbritannien ins Exil. Seine Schwester Clara Ehrenberg floh 1937 in die USA. Seine Schwester Veronika Rath beging 1938 Suizid, weil ihr Mann, der Ahrensburger Arzt Hugo Rath, wegen ihrer jüdischen Herkunft denunziert und mit Strafanzeigen bedroht worden war.
Kurz vor dem Beginn des Zweiten Weltkriegs im September 1939 floh Georg Tillmann mit seiner Frau nach Großbritannien zu seinem Sohn. Nach einer kurzen Zeit in Torquay an der Südküste Englands übersiedelten sie jedoch in die USA. Seine Frau, die ursprünglich US-Amerikanerin war, reiste vor, um für Tillmann ein Non-Quota-Visum besorgen zu können. Tillmann folgte ihr über die Niederlande und Portugal im Jahr 1940. Seine Sammlung indonesischer Kunst überließ er dem Koloniaal Museum in Amsterdam als Leihgabe. Seine Porzellansammlung blieb dagegen nicht als geschlossene Sammlung erhalten. Seine beiden Celli verkaufte er. Die in Hamburg zurückgebliebenen Werte wurden beschlagnahmt bzw. „arisiert“, die Firma Ingela in Amsterdam kam unter Treuhandverwaltung.
Tillmann und seine Frau nahmen in New York (NY) ihren Wohnsitz in einem Apartment in der Park Avenue.
Mit seinem Geschäft kam Tillmann in den New Yorker Büros von M. Carl Loeb, Rhoades & Co. unter. Nach nur kurzer Zeit wurde bei Tillmann eine Krebserkrankung diagnostiziert. Er verstarb am 1. November 1941 mit nur 59 Jahren. Seine Frau starb bereits 1944.
Tillmanns Sammlung indonesischer Kunst wurde 1994 von seinem Sohn und dessen Frau dem Het Koninklijk Instituut Voor De Tropen in Amsterdam als Schenkung übergeben. Die Sammlung ist im heutigen Tropenmuseum in Amsterdam archiviert und wird dort gezeigt.

## Archivbestände
Staatsarchiv Hamburg, Signaturen: 231-7_A 1 Band 43 (Handelsregister), 231-7_B 1955-285 (Ludwig Tillmann, HRA 10374), 314-15_F2273 Bd. 1–2 (Bankgeschäft Tillmann & Co., Hamburg), 314-15_R 1939/0861 (Bankfirma Ludwig Tillmann, Hamburg), 314-15_R1938_0987 (Altmann, Gustave) und 731-8_A 770 (Tillmann, Ludwig).